# Charles Grandgagnage

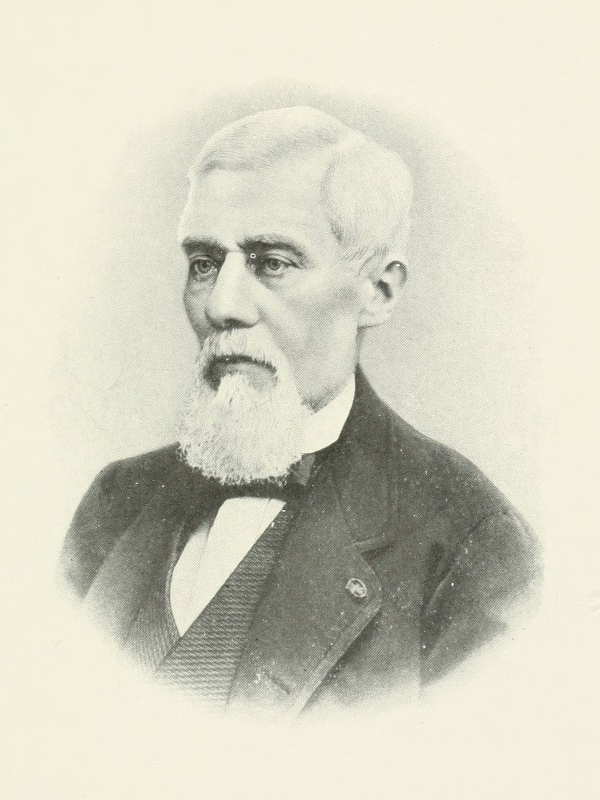
Charles Grandgagnage

Charles Marie Joseph Grandgagnage (Luik, 9 juni 1812 - 7 januari 1878) was een Belgisch volksvertegenwoordiger.

## Levensloop
Hij was een zoon van Charles Grandgagnage, directeur van de douane voor de provincie Luik en van Marie-Catherine Dubois, en een neef van schrijver Joseph Grandgagnage. Hij trouwde met Anne de Schiervel.
Beroepshalve was hij linguïst en Waals etymoloog. Hij was op dit gebied een voorloper en werd een internationaal erkend specialist. Hij was stichter (1850), bibliothecaris (1857), ondervoorzitter (1863) en voorzitter (1866-1878) van het Luiks Archeologisch Instituut. Hij was ook medestichter en voorzitter van de Société liégeoise de littérature wallonne. In 1859 werd hij verkozen tot liberaal volksvertegenwoordiger voor het arrondissement Luik en vervulde dit mandaat tot in 1864. Van 1871 tot aan zijn dood was hij senator voor hetzelfde arrondissement.
Hij was tevens vrijmetselaar in Luik.

## Publicaties
- Dictionnaire étymologique de la langue wallonne, Première partie, Luik, Félix Oudart, 1845-1847.
- Dictionnaire étymologique de la langue wallonne, Tome II, Brussel, 1850-1880.
- De l'origine des Wallons, in: Bulletin de l'Institut archéologique liégeois, Luik, 1852.
- Étude sur quelques noms anciens de lieux situés en Belgique, in: Annales de la Société archéologique de Namur, 1853.
- Notes étymologiques sur les noms de familles, in: Annales de la Société archéologique de Namur, 1853.
- Vocabulaire des anciens noms walIons d'animaux, de plantes et de minéraux, in: Annales de la Société archéologique de Namur, 1856.
- Mémoire sur les anciens noms de lieux dans la Belgique orientale, Académie royale de Belgique, Mémoires couronnés et mémoires des savants étrangers, Brussel, 1855.
- Vocabulaire des noms wallons d'animaux, de plantes et de minéraux, 2ème édition, revue et augmentée, Luik, Librairie Ch. Gnusé, 1857.
- Vocabulaire des anciens noms de lieux de la Belgique orientale, Luik, Ch. Gnusé, 1859.
- Considérations sur l'enseignement universitaire et sur l'organisation des examens, Brussel, Decq, 1860.
- Versions wallonnes de la Parabole de l'Enfant prodigue, publiées avec  avertissement de Charles Grandgagnage 1864.